# ماساکازو یوشیوکا
ماساکازو یوشیوکا (انگلیسی: Masakazu Yoshioka؛ زادهٔ ۹ مارس ۱۹۹۵) بازیکن فوتبال اهل ژاپن است.